# Igreja da Misericórdia de Pinhel
A Igreja da Misericórdia de Pinhel, ou Igreja da Santa Casa da Misericórdia de Pinhel, situa-se na Praça Sacadura Cabral, na cidade de Pinhel, sendo contígua à Igreja de São Luís.
Terá sido construída no século XVI, já que a data de 1537 encontra-se gravada no altar da capela lateral. Na mesma época é fundada a Santa Casa da Misericórdia de Pinhel.
A Igreja, de arquitectura religiosa manuelina, é constituída por uma nave única com tribunas laterais simétricas e capela-mor, e um janelão setecentista na fachada.
Nas invasões francesas a Portugal, em 1810, as tropas francesas destroem o cartório da Misericória e saqueiam a Igreja.
A Igreja da Misericórdia de Pinhel está classificada como Imóvel de Interesse Público desde 1977.